# Devon Toews
Devon Toews (Abbotsford, Columbia Británica, 21 de febrero de 1994), apodado Tazer, es un jugador profesional canadiense de hockey sobre hielo que se desempeña en la posición de defensor izquierdo en Colorado Avalanche, equipo de la National Hockey League (NHL).

## Carrera
Fue seleccionado en la cuarta ronda en la NHL Entry Draft de 2014. En 2018 hizo su debut profesional con el equipo New York Islanders, en el cual jugó dos temporadas (2018-2020), después pasó a Colorado Avalanche, donde lleva jugando cuatro temporadas.